# ムアンパッターニー郡
座標: 北緯6度52分7秒 東経101度15分0秒 / 北緯6.86861度 東経101.25000度
ムアンパッターニー郡（ムアンパッターニーぐん）はタイ・南部にある郡（アンプー）。マレー語的表記がパタニであるため状況によって使い分ける必要がある。パッターニー県の県庁所在地（ムアン）でもある。

## 名称
パタニ王国の名称から来ている。『アユタヤ王朝年代記ルワン・プラスート本』には単にターニーなどと書かれている。

## 歴史
詳しくはパタニ王国参照
古くからマレー系王朝のパタニ王国の首都として発達し、マレー系が多く住む。しかしながら、アユタヤ王朝、チャクリー王朝を通して、シャムの朝貢国であった。
ラーマ2世はパッターニーを7つのムアンに分割し、それぞれムアン・パッタニー、ムアン・ヤハー、ムアン・ヤリン、ムアン・ノーンチック、ムアン・ラゲ、ムアン・ラーマン、ムアン・サーイブリーとした。
パッターニーは1901年、サバーラン郡（アムプー）となり、1906年にはモントン・パッターニーの中心地となった。その後、1938年、郡はムアンパッターニー郡と名を変えた。

## 地理
南シナ海・タイランド湾に面し、ターニー川の形成した平地にある。
交通は国道410号線が南に延びており、ヤラー方面と通じている。また国道42号線が東西に通っており、東はナラーティワート方面、東はソンクラー、ハジャイに通じている。
古くから貿易港として栄え、パタニ王国の頃から華僑が多く移住した。現在、街の中心地南には、華人街が広がる。
海沿いにプリンス・オブ・ソンクラー大学のパッターニーキャンパスがある。同大学内には、教員宿舎のほか、1万人近くの大学生の寮と附属校の生徒の寮も備えている。大学前の通りは非常に活気がある。
郡北部の海岸は泥浜である。この湿地帯は埋め立てられ、イミグレーションや各種学校をはじめとした国の機関が多く設置され、漁港とそれに併設された魚市場や、レインボー・スタジアムなどがある。同スタジアムは、プロサッカーチームパッターニーFCのホームグラウンドである。海浜公園であるSomdet Phra Sinagarin Pattani Parkには、元々湿地帯に遊歩道が設置されていたが、2017年にSky walkという高さ10メートル、距離300メートルに及ぶ展望遊歩道が建設され、多くの市民で賑わっている。

## 行政区分
市は13のタムボンに分かれ、その下位に66の村がある。テーサバーン（自治体）が設置されており、以下のようになっている。
- テーサバーンムアン・パッターニー・・・タムボン・サバーラン、タムボン・アーノルー、タムボン・チャバンティコー全体

その他の10のタムボンは各タムボンのタムボン行政体が行政を行っている。以下は市内のタムボンの一覧である。
1. タムボン・サバーラン・・・ตำบลสะบารัง
2. タムボン・アーノルー・・・ตำบลอาเนาะรู
3. タムボン・チャバンティコー・・・ตำบลจะบังติกอ
4. タムボン・バーナー・・・ตำบลบานา
5. タムボン・タンヨンルロ・・・ตำบลตันหยงลุโละ
6. タムボン・クローンマーニン・・・ตำบลคลองมานิง
7. タムボン・カミヨー・・・ตำบลกะมิยอ
8. タムボン・バーラーホーム・・・ตำบลบาราโหม
9. タムボン・パカーハラン・・・ตำบลปะกาฮะรัง
10. タムボン・ルーサミレー・・・ตำบลรูสะมิแล
11. タムボン・タルボ・・・ตำบลตะลุโบะ
12. タムボン・バーラーホ・・・ตำบลบาราเฮาะ
13. タムボン・プユット・・・ตำบลปุยุด